# Люневильский мир
Люневильский мир — мирный договор, заключённый 9 февраля 1801 года в городе Люневиль (фр. Luneville), Французская республика между нею и Эрцгерцогством Австрия, Бельгия и левый берег Рейна уступлены французам, Милан и Мантуя Цизальпинской республике, Венеция, Истрия и Далмация осталась у австрийцев. 
Со стороны республики был подписан Жозефом Бонапартом (Иосифом Бонапартом), со стороны эрцгерцогства — министром иностранных дел Кобенцлем. Договор означал конец второй антифранцузской коалиции и послужил прологом к серии мирных договоров между Французской республикой и её противниками, завершившихся Амьенским мирным договором 1802 года.

## Предыстория
Война между Французской республикой и Эрцгерцогством Австрия в 1800—1801 годах шла на двух фронтах. 
На итальянском фронте Наполеон и его маршалы разгромили (главным актором победы стал генерал Дезе) австрийскую армию Меласа при Маренго (14 июня 1800 года), после чего было заключено Александрийское перемирие. После окончания срока действия перемирия военные действия на Итальянском полуострове возобновились, и в ходе зимней кампании австрийцам был нанесён ряд новых поражений, в результате чего Австрия была вынуждена подписать перемирия в Тревизо (16 января 1801 года) и Фолиньо. Фактически вся Италия снова оказалась в руках французов.
Примерно в это же время действовавший в Германо-римской империи генерал Моро разгромил армию австрийского эрцгерцога Иоанна при Гогенлиндене (по разным данным, 2 или 3 декабря 1800 года), после чего было заключено Штейерское перемирие (25 декабря 1800 года). Несмотря на то, что ещё продолжались военные действия в Италии, после Гогенлиндена исход войны был уже очевиден, так как дорога на Вену для армии Моро была открыта. Однако он великодушно предпочёл заключить перемирие с австрийцами, считая, что цель войны достигнута и новые жертвы будут бессмысленными.
После Гогенлиндена новым министром иностранных дел Австрии вместо барона Тугута был назначен граф Кобенцль, а командующим армией — эрцгерцог Карл, брат Иоанна, самый талантливый в то время австрийский полководец. Карл, ознакомившись с состоянием армии, тут же выступил за мирные переговоры, которые не замедлили начаться.

## Течение переговоров
Первоначально австро-французские переговоры начались ещё в октябре 1800 года в Париже между Кобенцлем и Наполеоном Бонапартом вместе с Талейраном, а затем продолжались в Люневиле тем же Кобенцлем и Жозефом Бонапартом, действовавшим под диктовку Наполеона. Сперва Кобенцль затягивал переговоры, рассчитывая, что Наполеон тем временем потерпит поражение. Но в ноябре 1800 года закончилось перемирие, заключённое после битвы при Маренго, военные действия возобновились и привели к новому разгрому австрийцев при Гогенлиндене и к новому перемирию. Теперь уже Кобенцль стремился ускорить ход переговоров, а Наполеон, наоборот, дал Жозефу указания не спешить с подписанием мирного договора.
Наполеон определил требования Франции уже 2 января 1801 года в письме к Законодательному собранию. Он заявил, что обязательными условиями договора должно быть признание реки Рейн границей Франции, а реки Адидже (Эч) — границей Цизальпинской республики. Граф Кобенцль прилагал все усилия, чтобы сохранить за эрцгерцогом Фердинандом Тоскану, но безуспешно, и в конце концов был вынужден согласиться на все условия победителей. После того как Кобенцль согласился на сепаратный мир без участия Англии и на подтверждение условий Кампоформийского мирного договора 1797 года, переговоры закончились подписанием Люневильского мира.

## Условия мира
По своему содержанию Люневильский мир явился ухудшенным (для Австрии) изданием Кампоформийского договора 1797 года, который был положен в основу нового договора. Священная Римская империя совершенно вытеснялась с левого берега Рейна, и эта территория полностью переходила к Франции, которая, кроме того, приобретала нидерландские владения Австрии (Бельгию) и Люксембург.
Также были включены два новых пункта, невыгодных для Австрии:
1. были признаны две новые зависимые от Франции «республики» — Батавская и Гельветическая и подтверждено существование двух также зависимых от Франции Лигурийской и Цизальпинской республик;
2. австрийский император Франц II[7] должен был гарантировать договор не только как австрийский государь, но и как глава германской империи — Наполеон хотел избежать повторения проволочек Раштаттского конгресса.

Австрия сохраняла за собой Истрию, Далмацию и Венецию с областью до реки Эч, земли на правом берегу которой Австрия уступала Цизальпинской республике. Великое герцогство Тосканское, отнятое у эрцгерцога Фердинанда III, преобразовывалось в королевство Этрурия и было отдано сыну герцога Пармского, Людовику, женатому на испанской принцессе Луизе.
Первый консул благоразумно отказался от идеи восстановить Римскую и Партенопейскую республики, возвратив папе римскому его владения в том объёме, какой они имели в конце 1797 года, то есть без Романьи и Легаты.
С неаполитанскими Бурбонами был заключён во Флоренции отдельный договор, утвердивший условия перемирия в Фолиньо, что дало французам право занять войсками Отранто, Тарент и Бриндизи.

## Последствия Люневильского мира
Люневильский договор восстановил мир на континенте после почти 10 лет непрерывных войн с революционной Францией.
Заключение Люневильского мира означало конец Второй антифранцузской коалиции. Из государств, первоначально входивших в эту коалицию, войну продолжала только Великобритания. Но лишившись всех своих союзников на континенте, она была вынуждена заключить Амьенский мир 1802 года.
Франция стала ведущей державой в Западной Европе. Австрия окончательно потеряла своё значение как великая европейская держава, каковой она являлась с XV века. По мнению ряда историков, спасение для Австрии как великой державы заключалось во внутренней консолидации и решении межнациональных противоречий внутри империи, но Габсбурги избрали другой путь — дальнейшая борьба за гегемонию в Германских землях, что привело к новым поражениям и окончательной утрате влияния Австрии на европейскую политику в XIX веке.